# Megachile lativentris
Megachile lativentris är en biart som beskrevs av Heinrich Friese 1903. Megachile lativentris ingår i släktet tapetserarbin, och familjen buksamlarbin. Inga underarter finns listade i Catalogue of Life.